# Utthita ashwa sanchalanasana
Utthita Ashwa Sanchalanasana (Sanskriet voor  Uitgestrekte Ruiterbewegingshouding), in het Nederlands vertaald naar Hardloperhouding / Hoge Hardloperhouding, is een veelvoorkomende houding of asana.
| Sanskriet  | vertaling                   |
| utthita    | uitgestrekt                 |
| ashwa      | ruiter                      |
| sanchalana | beweging                    |
| asana      | houding (letterlijk: 'zit') |

## Beschrijving
De Hardloperhouding is een geknielde houding die begint in de Uttanasana (Vooroverstrekking). Het linkerbeen wordt naar voren gebracht. Adem hierbij in. Zet de rechterknie voorbij de rechterenkel. Druk de vingers, vuisten of handpalmen in de grond, om de kruin omhoog te zetten. Rol wat met de schouders en zet ze iets naar beneden en naar achteren en druk de borst naar voren. Houd de kin parallel met de vloer en kijk recht naar voren. Zorg ervoor de rug recht is, door de linkerhiel naar de grond te drukken. Houd deze positie een aantal ademhalingen vast en doe het nogmaals aan de tegengestelde zijde.